# Bikovo
Bikovo (cyr. Биково) – wieś w Serbii, w Wojwodinie, w okręgu północnobackim, w mieście Subotica. W 2011 roku liczyła 1487 mieszkańców.